# Ocice (Racibórz)
Ocice (niem. Ober-Ottitz) – dzielnica Raciborza, dawniej wieś włączona częściowo do miasta w 1927 r., a całkowicie w 1977 r. Dzielnica malowniczo położona na kilku wzgórzach.

## Historia
Wieś wzmiankowana 1294 r. składała się z czterech części: Ocice Nowe, Dolne, Średnie i Górne. Ocice Górne włączono do Raciborza 1977 r., natomiast pozostałe 3 części wsi (Nowe, Średnie i Dolne) – już w 1927 r. W latach 30. XX w. po parcelacji majątku Ocice Zamek rozpoczęto budowę robotniczej kolonii domków jednorodzinnych (Neulandsiedlung i Stadtrandsiedlung) oraz przedszkola nr 9 i szkoły podstawowej nr 7 (Hans schule). Dawniej dzielnica była potocznie nazywana "Kleine Moskau" ze względu na "złą opinię" nowych osiedli. Po II wojnie światowej dzielnica nadal się rozbudowywała. Odbudowano zniszczoną przetwórnię warzyw i owoców (przed wojną Seidel) "Prodryn" (obecnie znajdują się tam magazyny), wybudowano Państwowy Ośrodek Maszyn "POM" (obecnie znajdują się tam magazyny firmy Henkel i małe zakłady usługowe), gospodarstwo ogrodnicze (obecnie znajduje się tam osiedle dla powodzian), a na Ocicach Górnych założono Rolnicza Spółdzielnię Produkcyjną. Po wielkiej powodzi w 1997 r. zbudowano osiedle mieszkaniowe dla powodzian. W 2002 r. ukończono budowę sali gimnastycznej w szkole podstawowej nr 7 (obecnie Zespół szkolno-przedszkolny nr 2). Do 2005 r. odnowiono także boisko i teren wokół szkoły.

### Nazwa
Legenda głosi, że to właśnie na Ocicach znajdował się zamek, w którym rezydowali ojcowie książąt raciborskich, dlatego też nazwa dzielnicy wywodzi się od słowa Oteć, co znaczy ojciec.

## Zabytki
- Kościół parafialny pw. św. Józefa - wybudowany w 1938 r. w stylu modernistycznym według projektu Hinssen, nad wejściem w prostokątnej wieży znajduje się mozaika Chrystusa.
- Figura św. Jana Nepomucena – pochodzi z pierwszej połowy XIX w., kamienna,

znajduje się przy ul. Ocickiej.
- Willa z lat 30. obok zabudowań Agromaxu
- Szkoła podstawowa nr 7 w stylu modernistycznym (obecnie zespół szkolno-przedszkolny)
- Głaz polodowcowy - Został wykopany podczas prac modernizacyjnych boiska szkoły podstawowej nr 7. Obecnie znajduje się obok kościoła św. Józefa. Na głazie ustawiono figurę maryjną.

## Sport

### LKS Ocice
| Ocice Racibórz                 | Ocice Racibórz                      |
| ------------------------------ | ----------------------------------- |
| pełna nazwa klubu              | Ludowy Klub Sportowy Ocice Racibórz |
| barwy                          | niebiesko-białe                     |
| założony                       | 1949                                |
| adres klubu                    | ul. Tuwima 1, 47-400 Racibórz       |
| stadion                        | tamże, wymiary: 95 x 70 m           |
| ilość miejsc                   | 660 (160 siedzących)                |
| prezes                         | Henryk Majnusz                      |
| trener                         | Marcin Hańdziuk                     |
| rozgrywki                      | klasa A grupa Racibórz              |
| Strona internetowa (nieoficj.) |                                     |

W Ocicach działa klub piłkarski LKS Ocice Racibórz założony w 1949 roku. Obecnie występuje w klasie A. Posiada również drużyny trampkarzy i juniorów.

#### Historia
Klub powstał w 1949 r. Jego założycielem był Albert Macała. W latach 50. oraz na początku lat 60. obok sekcji piłkarskiej pojawiły się również inne dyscypliny sportu, m.in. tenis stołowy, boks oraz piłka ręczna. Z powodu kłopotów finansowych klub w 1964 r. zawiesił swoją działalność.
Reaktywacja nastąpiła w 1986 r. Od razu po przystąpieniu do rozgrywek zespół zanotował awans do klasy B. W sezonie 1993/94 drużyna awansowała do klasy A. Obecnie od dwóch sezonów drużyna ponownie występuje na tym szczeblu rozgrywek.

#### Boisko
LKS Ocice dysponuje boiskiem Zespołu Szkolno-Przedszkolnego nr 2 w Raciborzu-Ocicach o wymiarach 95 x 70 m. W 2005 r. nastąpiła modernizacja tego obiektu. Obecnie pojemność stadionu wynosi około 660 miejsc, w tym 160 miejsc siedzących. Wygląd jest bardzo kameralny, aczkolwiek sprawia wrażenie nowoczesnego dzięki nowej trybunie z krzesełkami dla kibiców oraz sąsiedztwie odnowionego budynku szkoły.

## Ulice
| - Bułgarska - Chłopska - Chorwacka - Cmentarna - Czeska - Francuska - ks.Bernarda Gade - Gdańska - Górna - Grecka - Gruntowa - Kolonialna - Kołłątaja - Koszalińska - Leśmiana - Litewska - Lompy - Mała | - Nowy Zamek - Ocicka - Opawska - Osiedleńcza - Słowacka - Szwajcarska - Szczecińska - Tuwima - Wałbrzyska - Wesoła - Węgierska - Wierzyńskiego - Włoska - Wrocławska - Zakopiańska |